# Periploca chevalieri
Periploca chevalieri är en oleanderväxtart som beskrevs av Kasimierz Browicz. Periploca chevalieri ingår i släktet Periploca och familjen oleanderväxter. Inga underarter finns listade i Catalogue of Life.